# 3 Pułk Ułanów Śląskich

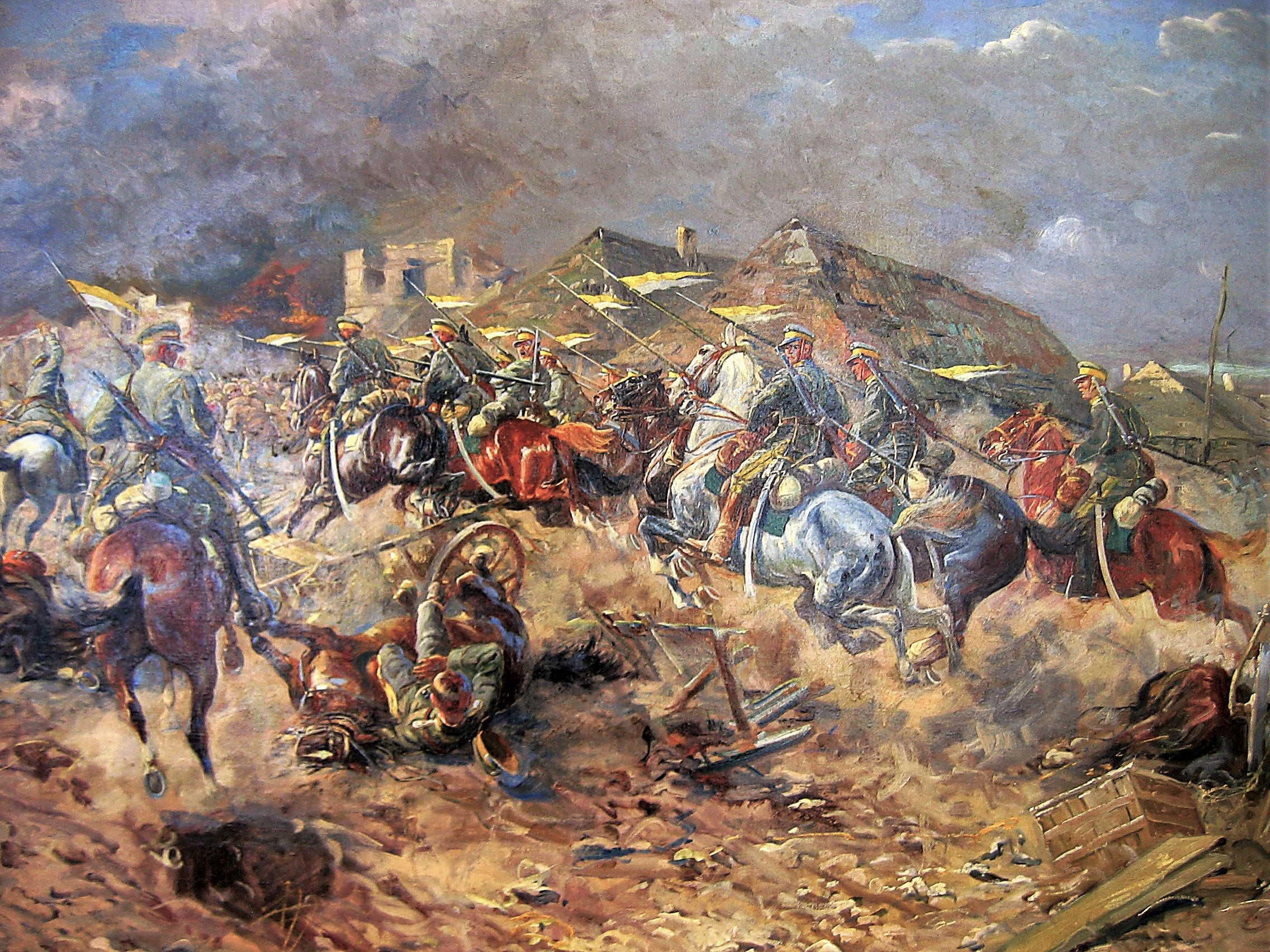
Szarża 3 puł w bitwie pod Słuckiem

3 Pułk Ułanów Śląskich (3 puł) – pułk kawalerii Wojska Polskiego w II Rzeczypospolitej.
Pułk nawiązywał do tradycji 3 pułku ułanów Księstwa Warszawskiego i 3 pułku ułanów Królestwa Kongresowego.

## 3 pułk ułanów w I Korpusie Polskim w Rosji
3 pułk ułanów powstał w listopadzie i grudniu 1917 w składzie I Korpusu Polskiego. Twórcą i jego pierwszym dowódcą był płk Zygmunt Łempicki. Pułk wówczas liczył 79 oficerów i 863 ułanów. Wiosną 1918 pułk został włączony w skład Dywizji Ułanów.
W skład 3 pułku ułanów weszły następujące pododdziały jazdy:
- szwadron rotmistrza Cypriana Bystrama wydzielony ze składu Samodzielnej Brygady Gwardii, jako 1 szwadron,
- oddział podrotmistrza Jana Reliszko z 13 Dywizji Kawalerii (rosyjskiej), jako 2 szwadron,
- oddziały z 5 i 14 Dywizji Kawalerii (rosyjskiej), jako 3 szwadron rotmistrza Mikołaja Koiszewskiego,
- oddział rotmistrza Konstantego Plisowskiego, jako 4 szwadron,
- szwadron rotmistrza Władysława Dąbrowskiego z Zapasowego Pułku w Syzraniu, jako 5 szwadron rotmistrza Zygmunta Broniewskiego,(14.02.1918 do 24.06.1918; 5 szwadronem dowodził rotmistrz Władysław Dąbrowski)
- oddziały rotmistrza Stefana Strzemieńskiego, jako 6 szwadron,
- szwadron z dywizjonu pułkownika Wysockiego, jako 7 szwadron rezerwowy.

Następnie walczył z bolszewikami wspólnie z 1 Dywizją Strzelców Polskich. 3 lipca 1918 został rozformowany.

## 3 pułk ułanów w walce o granice
13 października 1918 w Warszawie pułkownik Stefan Strzemieński przystąpił do organizacji pułku ułanów. Odtworzony został już w listopadzie 1918 w Warszawie, a jeden z jego szwadronów sformowano w Zagłębiu Dąbrowskim. Poszczególne jego szwadrony brały udział w rozbrajaniu Niemców w Warszawie, Sosnowcu i Dąbrowie Górniczej.
W styczniu 1919 dwa szwadrony pułku skierowane zostały na front do Małopolski Wschodniej, gdzie prowadziły walki z wojskami ukraińskimi. Następnie od kwietnia 1919 pułk już całością sił wziął udział w zagonie na Łuniniec i w walkach o Mińsk. W działaniach na Białorusi pułk uczestniczył do maja 1920.
Po opanowaniu przez Grupę Poleską Mozyrza i Kalenkowicz gen. Władysław  Sikorski nakazał 2 Brygadzie Jazdy rozpoczęcie pościgu. 7 marca, liczący około 150 ułanów, dywizjon rtm. Czesława Kozierowskiego ścigał rozbity pod Jakimowską Słobodą i Szaciłkami sowiecki 510 pułk strzelców. Rozpoznanie doniosło, że będzie on nocował w rejonie Gorwala, a w następnym dniu sowiecki pułk zamierzał kontynuować odwrót do Rzeczycy. Dowódca dywizjonu postanowił wyprzedzić przeciwnika w marszu i zaatakować jego kolumny od czoła za Gorwalem (Horwalem).
O świcie 8 marca 510 ps opuścił Gorwal. Po drodze dołączyły do niego pododdziały 509 pułku strzelców i oba pułki z dwiema bateriami artylerii podeszły do Gawinowicz, gdzie kwaterować miał sztab 170 Brygady Strzelców. Tu napotkały polski 3 szwadron 10 pułku ułanów rtm. Jastrzębskiego, który chwilę wcześniej śmiałą szarżą rozbił sztab 170 BS, biorąc do niewoli między innymi dowódcę i szefa sztabu brygady.
Pozbawione wyższego dowództwa sowieckie pułki nie podjęły walki z nierozpoznanym przeciwnikiem i skierowały się na Hłybów. W tym czasie do wioski od północnego zachodu zbliżał się dywizjon 3 pułku ułanów. Dowódca dywizjonu zdecydował uderzyć w środek maszerującej kolumny. 1 szwadron ppor. Ignacego Kowalczewskiego miał uderzyć w ogon kolumny sił głównych, a 3 szwadron miał kontynuować zadanie główne, wyprzedzić kolumnę i przeciąć jej drogę odwrotu. Walkę z sowiecką szpicą tylną, która jeszcze nie podeszła pod Hłybów (Hybów), podjąć miał pododdział pod dowództwem por. Stanisława Szczuckiego. W skład oddziału osłony weszły dwa plutony 3 szwadronu, jeden pluton 1 szwadronu i dwie obsługi ckm.
1 szwadron  ruszył w pościg traktem w dwóch grupach. W okolicach wzgórza Holendry pod wsią Norica ułani rozpoczęli szarżę. Artylerzyści sowieccy co prawda odprzodkowali działa, ale nie zdołali oddać salwy i zostali przez polskich kawalerzystów wyrąbani. Sowiecka piechota nie stawiała większego oporu i uciekała w kierunku Rzeczycy. Gdy ułani zaszarżowali piechotę, ta rozpoczęła bezładną przeprawę przez Dniepr. Większość czerwonoarmistów utonęła, a na przeciwległy brzeg dotarła jedynie garstka rozbitków. W tym czasie 3 szwadron rozproszył gromady piechurów pod Rzeczycą. W samym Hłybowie pododdział por. Szczuckiego został zaatakowany przez nadciągającą straż tylną 170 Brygady Strzelców. Podchorąży Józef Wcisłowicz, przy pomocy miejscowej ludności, ściągnął do Hłybowa cztery zdobyte przy baterii artylerii ckm-y, skompletował obsługi, a te silnym ogniem z małej odległości raziły podchodzącego przeciwnika. Wyprowadzony polski kontratak zmusił go do wycofania się w stronę Dniepru.
W kolejnych dniach 3 pułk ułanów w składzie 3 Armii dowodzonej przez generała Edwarda Rydza-Śmigłego wziął udział w wyprawie kijowskiej przeciwko oddziałom bolszewickim. Początkowo stanowiąc jej straż przednią a od momentu rozpoczęcia odwrotu przez 3 Armię straż tylną. Stoczył krwawe walki m.in. pod Nową Heblą, Kniahininem.
Następnie wziął udział w polskiej kontrofensywie w składzie 4 Brygady Jazdy staczając w dniach 15–16 sierpnia 1920 ciężką walkę pod Cycowem. Po bitwie wziął udział w pościgu za wojskami przeciwnika na kierunku Biała Podlaska–Białystok–Augustów. W rejonie Augustowa doszło do walk z wojskami litewskimi.
Pułk wziął tam udział w bitwie nad Niemnem, a po zawarciu rozejmu pozostał na linii demarkacyjnej do połowy 1921.
16 listopada 1920 mjr Ignacy Boerner z Oddziału II Dowództwa 3 Armii sporządził referat „Morale własnego wojska”, w którym napisał: 

3. pułk ułanów odznacza się w ogóle skłonnością do grabieży, między innemi zrabował on Sejny, a okolice, przez które przechodził w końcu kampanji pełne są skarg i zażaleń ze strony ludności zarówno żydowskiej jak i polskiej. Ułani tego pułku zamordowali w bestjalski sposób na ulicy w Augustowie dnia 24/XI.20 kapitana Użupisa, ...

### Mapy walk pułku

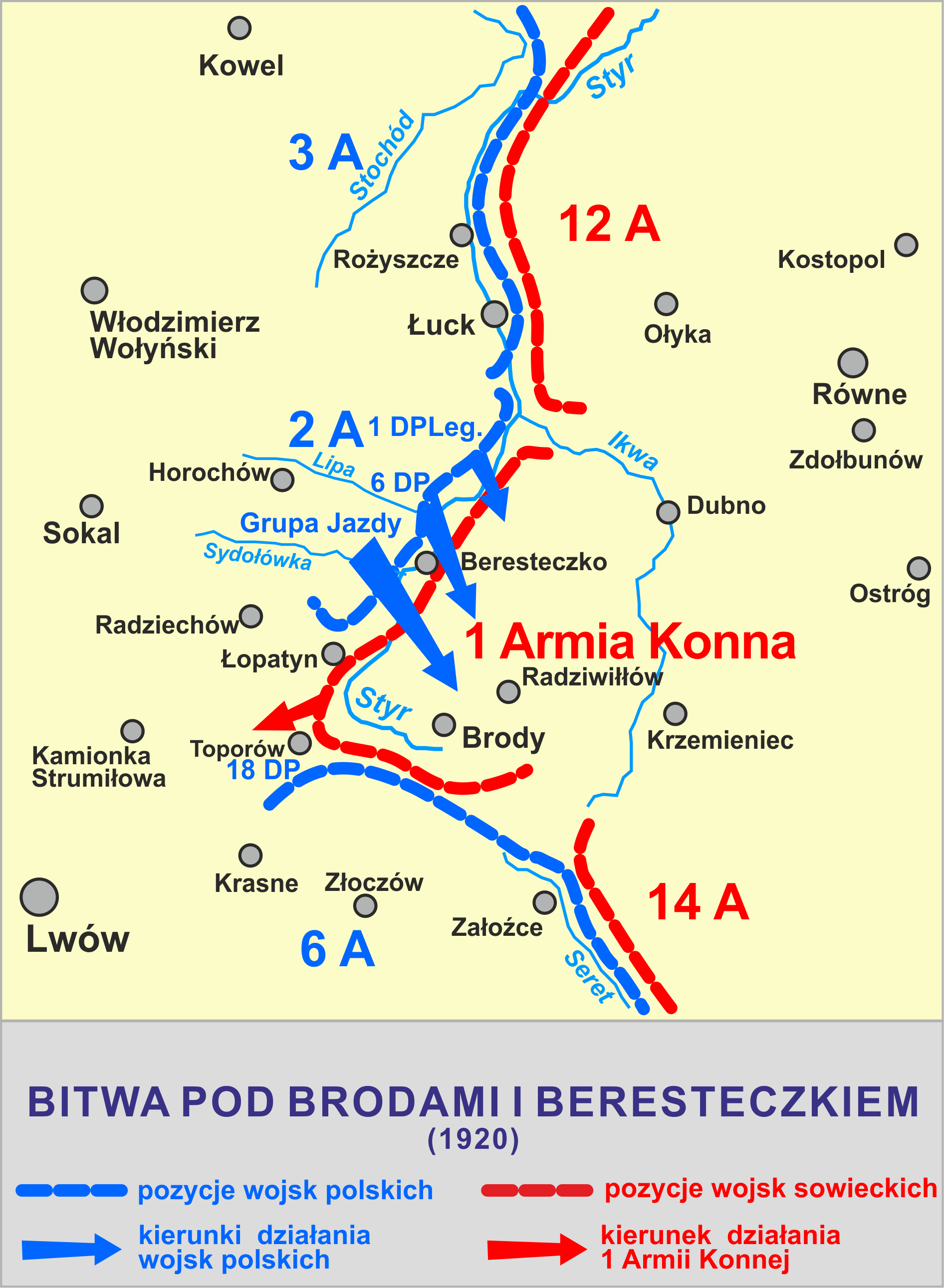
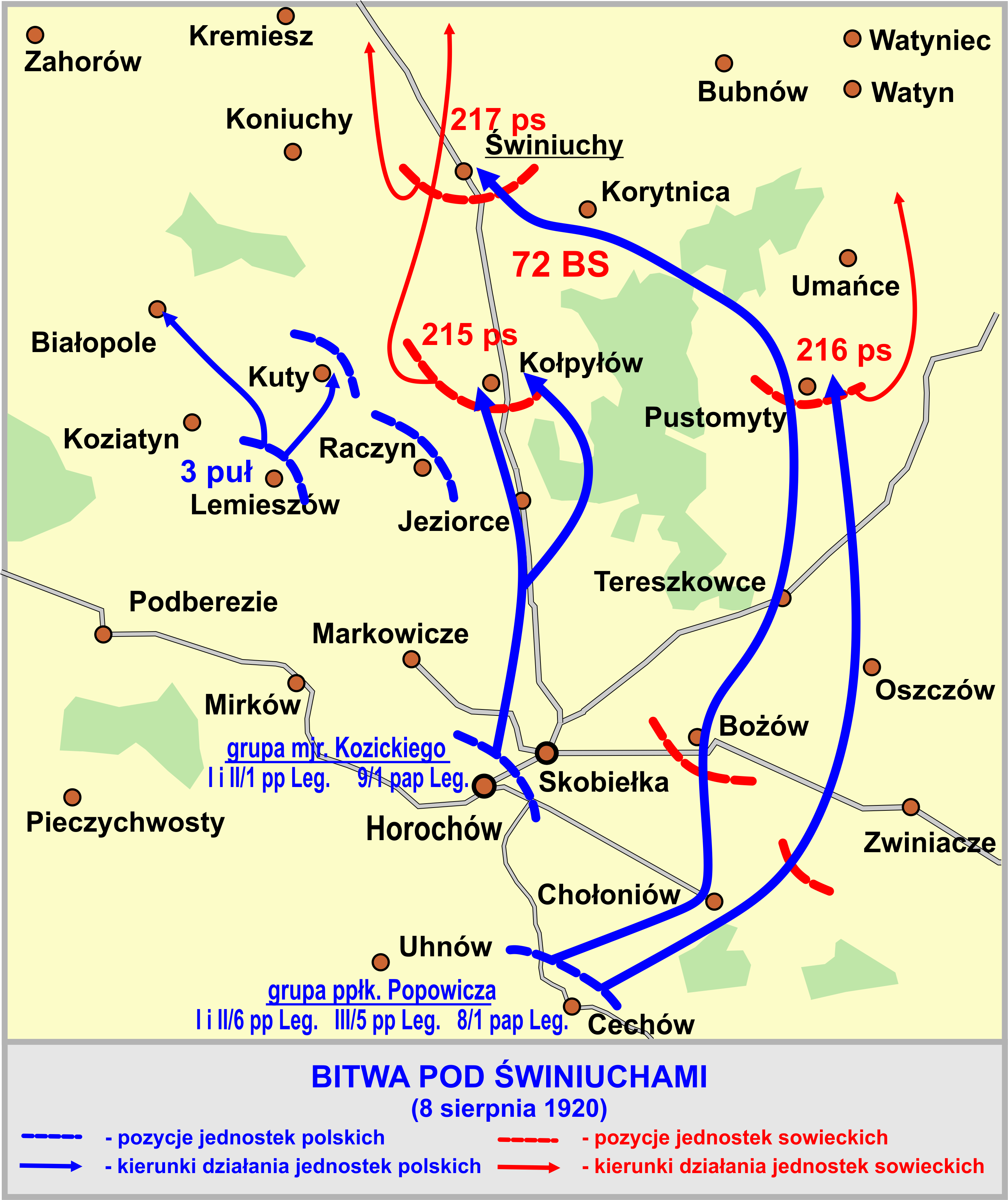
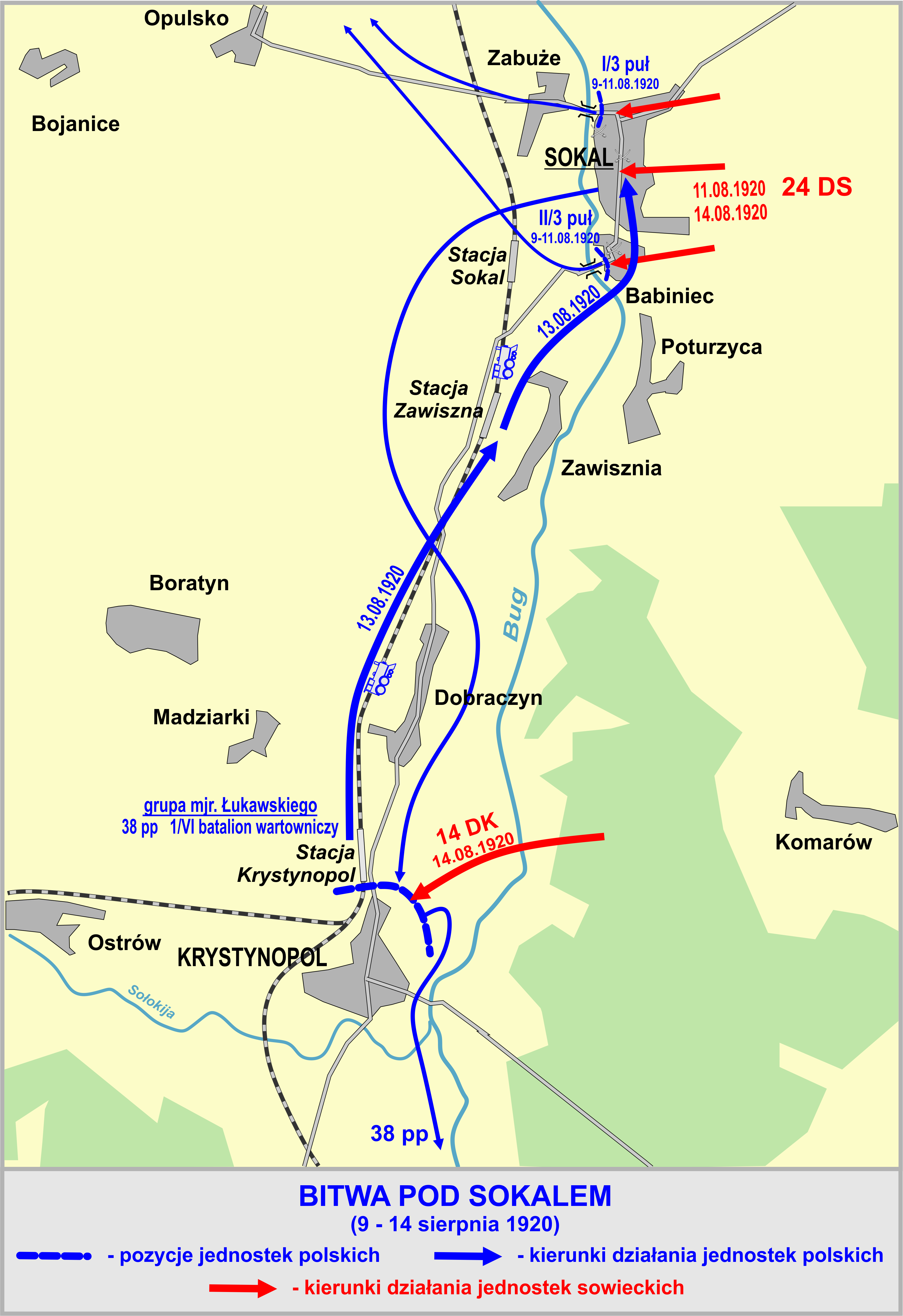
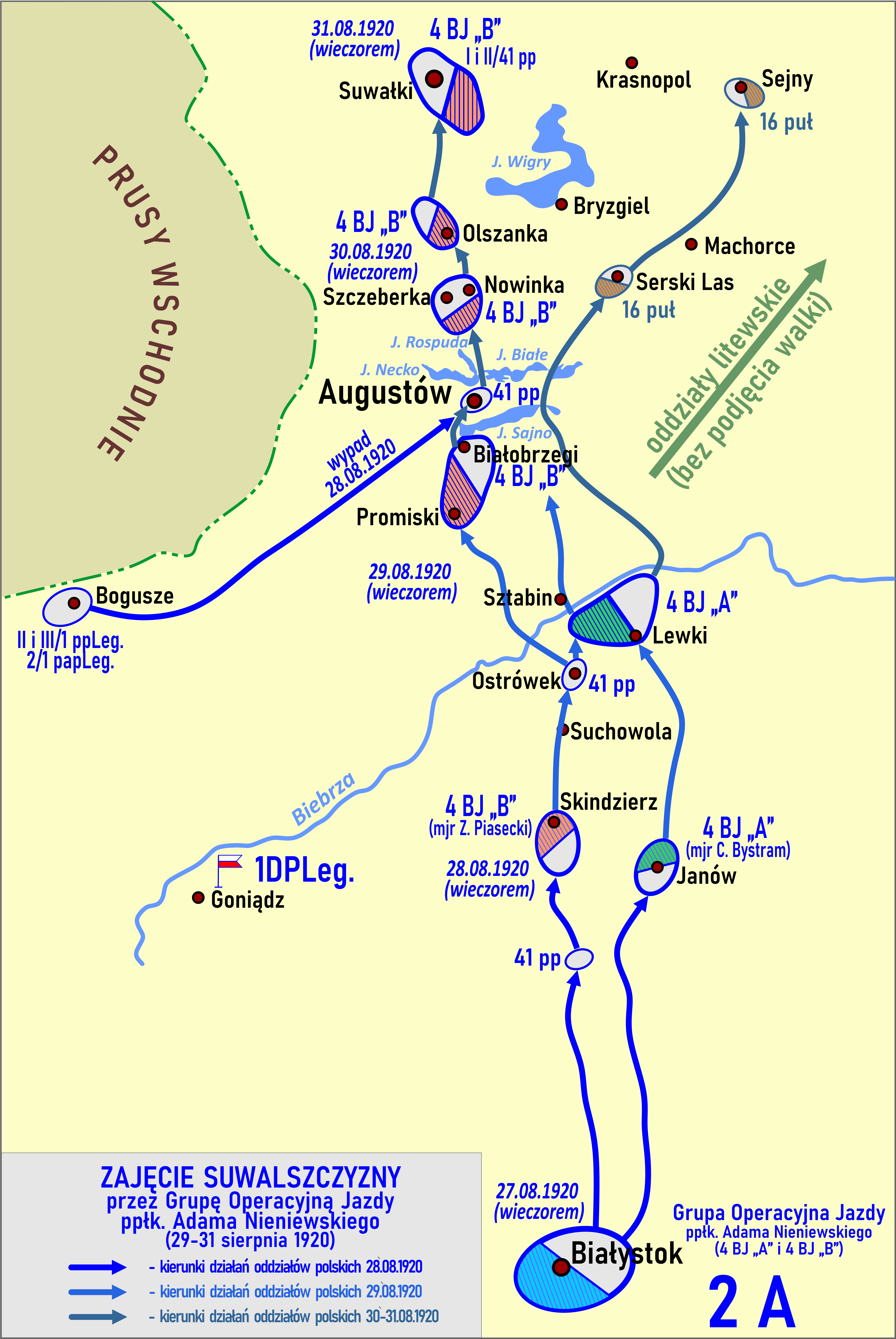
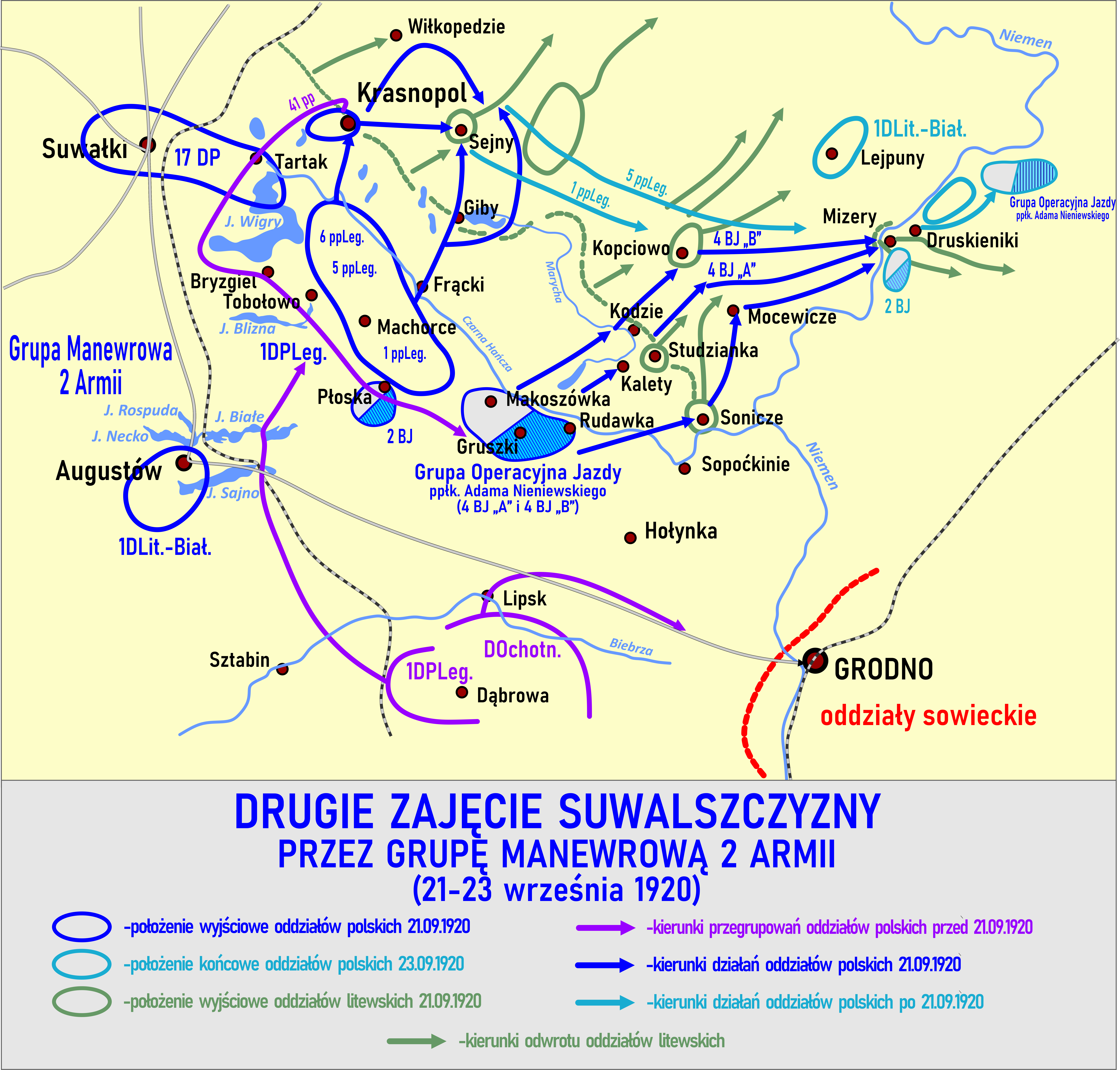
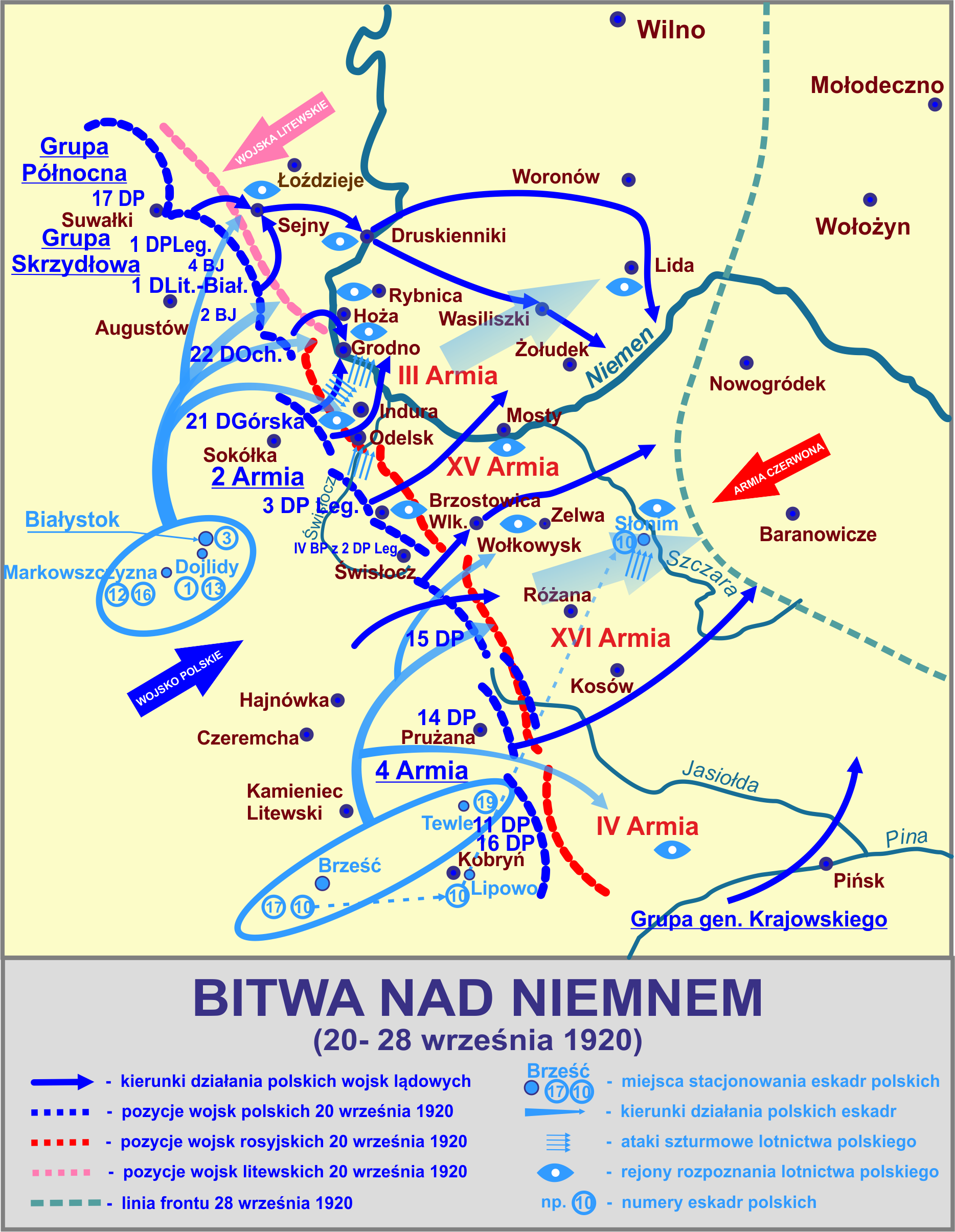

### Kawalerowie Virtuti Militari
Żołnierze pułku odznaczeni Krzyżem Srebrnym Orderu Wojskowego Virtuti Militari za wojnę 1918–1920. Spośród niżej wymienionych oficerów pułku rotmistrz Stanisław Wilhelm Radziwiłł został pośmiertnie odznaczony również Krzyżem Złotym nr 544

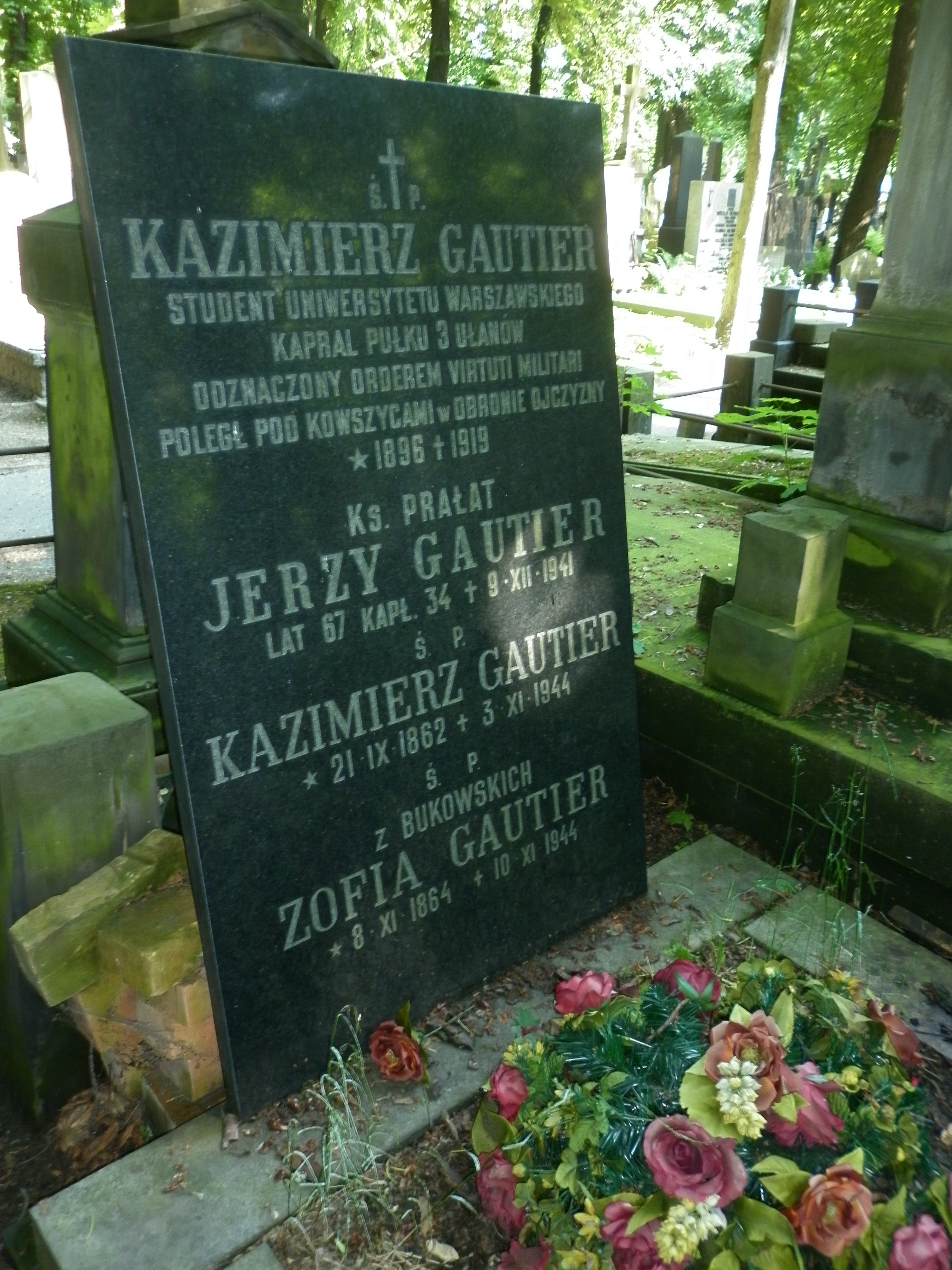
Grób kpr. Kazimierza Gautier (1896–1919)

- st. uł. Aleksander Andrzejczak nr 4389
- plut. Franciszek Barczyk nr 5037
- rtm. Mieczysław Borkowski nr 5043
- rtm. Zygmunt Broniewski nr 5045
- ppłk Cyprian Bystram nr 5030
- uł. (Józef) Kazimierz Chłystek nr 4408 †23 VII 1920[15]
- st. uł. Władysław Chodyko nr 4230 †26 IX 1920 Kurki[16]
- st. uł. Wojciech Czarkowski nr 5150
- kpr. Stanisław Czarnecki nr 3877
- st. uł. Bohdan Czerepowicki nr 5158
- ppor. Bohdan Dobrzyński nr 5050
- st. uł. Jan Drjański nr 5105
- pchor. Edward Drozdowski nr 5032
- plut. Feliks Dutkiewicz nr 5024
- plut. Bronisław Dzikowski nr 5036
- uł. Ludwik Ejer nr 4237 †11 VI 1920 Nowa Grobla[17]
- rtm. Tadeusz Falewicz nr 4490
- kpr. Franciszek Gall nr 6873
- plut. Ignacy Gargul nr 4365 †24 X 1920 Łódź[18]
- kpr. Kazimierz Gautier nr 4206 †27 VIII 1919 Porzecze[19]
- por. Stefan Gedroyć-Matuszewicz
- uł. Antoni Giwojno nr 4268
- uł. Józef Gołębiowski nr 4380
- uł. Witold Gorayski nr 4288
- uł. Józef Gosławski nr 4105 † 17 III 1920 Jakim. Słoboda[20]
- wachm. Jan Górski nr 2904
- plut. Edward Grabowski nr 4492
- ppor. Stanisław Horwatt nr 3874
- plut. Jerzy Houwalt nr 6865
- kpr. Mieczysław Hurczyn nr 5035
- uł. Jan Kamler nr 2067 †20 II 1919 Staje[21]
- st. uł. Zbigniew Karłowski nr 4381 †2 XI 1920 Grodno[22]
- rtm. Tadeusz Kobylański nr 2157
- kpr. Bolesław Koczorowski nr 5187
- plut. Alfons Kondracki nr 5025
- rtm. Ignacy Kowalczewski nr 5038
- plut. Ignacy Kowalski nr 6866
- mjr Czesław Kozierowski nr 5039
- uł. Marian Krawczyk nr 4205
- rtm. Tadeusz Krupski nr 2739
- rtm. Stanisław Kruszewski nr 4379 †10 VIII 1919 Słuck[23]
- uł. Roman Kucharski nr 4213 †15 VI 1920[24]
- rtm. Ludwik Kuczyński nr 4125 †11 VI 1920 Nowa Grobla[25]
- plut. Zygmunt Kupiś nr 3871
- plut. Jerzy Kuściński nr 6867
- plut. Stefan Łabęcki nr 5047
- gen. Zygmunt Łempicki nr 6678
- rtm. Zygmunt Michał Masłowski nr 6790 †6 II 1918 Żłobin[26][27]
- kpr. Karol Miller (Müller) nr 3873[28]
- ppor. Zygmunt Minter[29] nr 4265 †16 VIII 1920 Malinówka[30]
- wachm. Jan Myszkowski nr 4417 †8 IX 1920 Frączki[31]
- uł. Henryk Nakoniecznikoff nr 6825
- st. uł. Jan Narkiewicz nr 7610
- kpr. Władysław Nowak nr 5028
- plut. Zygmunt Olszewski nr 6869
- st. uł. Stanisław Osuch nr 5151
- kpr. Józef Paduch nr 5041
- st. uł. Aleksander Pankowski nr 7892
- kpr. Andrzej Pawlak nr 5040
- st. uł. Aleksander Pawlicki nr 5154
- plut. Edward Pątkowski nr 5026
- st. uł. Włodzimierz Podwysocki nr 4420 †18 VI 1919 Łohiszyn[32]
- pchor. Jerzy Popławski nr 4262 †2 VII 1920 Mała Hłumcza[33]
- mjr Witosław Porczyński nr 3870
- plut. Bohdan Przyłuski nr 5031
- rtm. Stanisław Wilhelm Radziwiłł nr 4266 †V 1920 Malin[34]
- plut. Władysław Rembek nr 4227 †7 VIII 1920 Kołpytów[35]
- kpr. Mieczysław Rycharski nr 5044
- kpr. Narcyz Rychłowski nr 5152
- uł. Maksymilian (Maksym) Rzeczkowski nr 4269
- wachm. Adam Siciński nr 3876
- mjr Marian Słoniński nr 2900
- pchor. Edward Śniegocki nr 5033
- płk Stefan Strzemieński nr 5021
- uł. Marian Henryk Świętochowski nr 6889
- uł. Józef Świrko nr 4146
- wachm. Józef Szczawiński nr 2913
- kpr. Stanisław Szcześniak nr 4368 †8 IX 1920 Frączki[36]
- por. Stanisław Henryk Szczucki nr 4491
- uł. Czesław Trojan nr 4232
- uł. Józef Tyczyński nr 4251 †1 VIII 1920 Kniahinin[37]
- st. uł. Ryszard Wasilewski nr 5103
- uł. Tadeusz Więckowski nr 4377
- rtm. Zbigniew Wielowieyski nr 6800
- pchor. Józef Wcisłowicz nr 5029
- plut. Jan Zapolski nr 5157
- plut. Ryszard Zacharewicz nr 5153
- por. Tomasz Zawadzki nr 4233 †8 VI 1920 Nowa Grobla[38]
- por. Aleksander Zawisza nr 2138 †3 I 1919 Bełz[39]
- uł. Franciszek Żmijewski nr 4241 †11 IX 1920 Raków[40]
- kpr. Franciszek Żyjewski nr 5046

Ponadto 609 żołnierzy zostało odznaczonych Krzyżem Walecznych, w tym 33 czterokrotnie, 68 trzykrotnie i 156 dwukrotnie. Wśród odznaczonych był plut. Stefan Handtke.

## Pułk w okresie pokoju

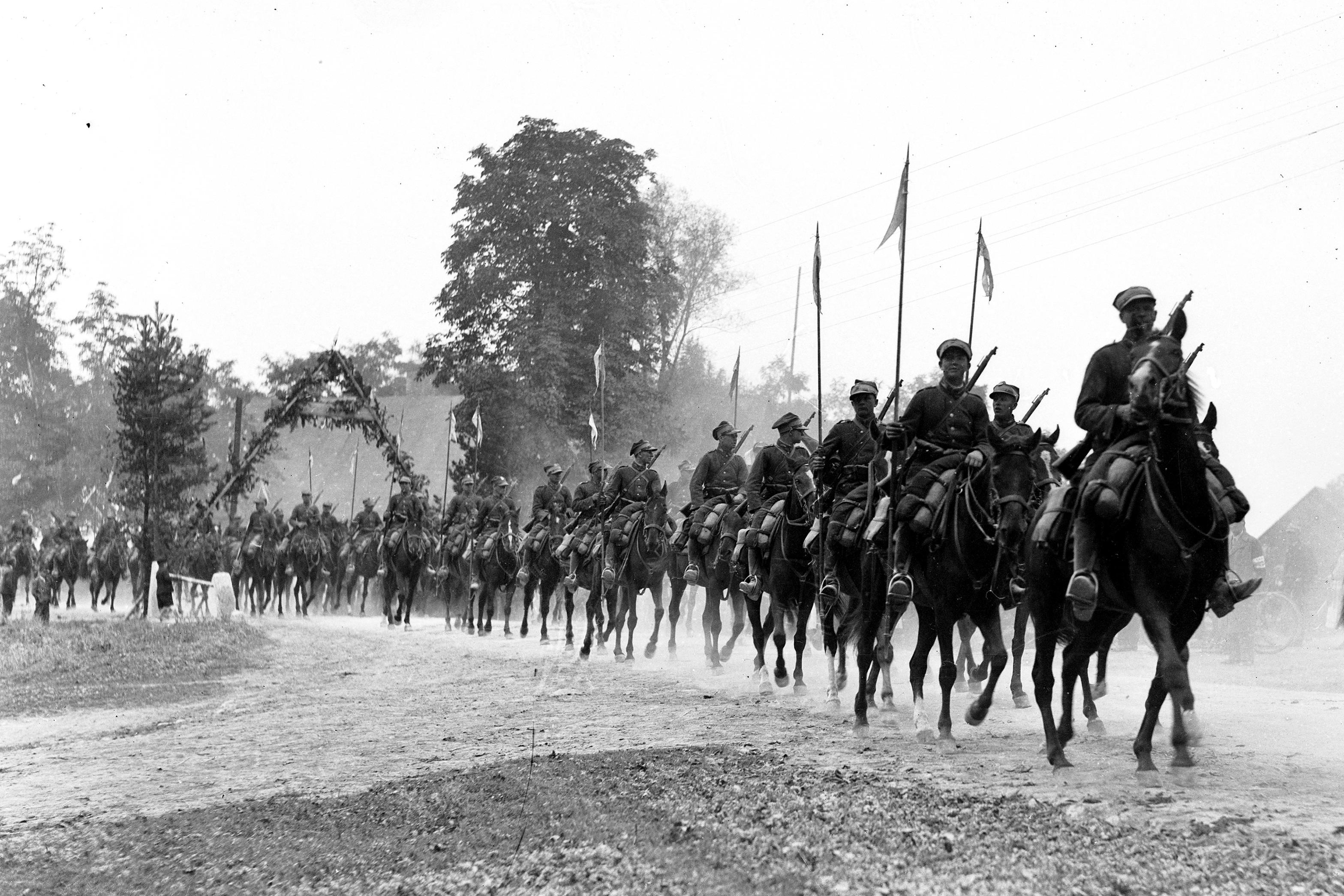
Święto Kawalerii w Krakowie z okazji 250 rocznicy Odsieczy Wiedeńskiej; październik 1933. Żołnierze 3 puł. przejeżdżają przez wieś Modlnica.

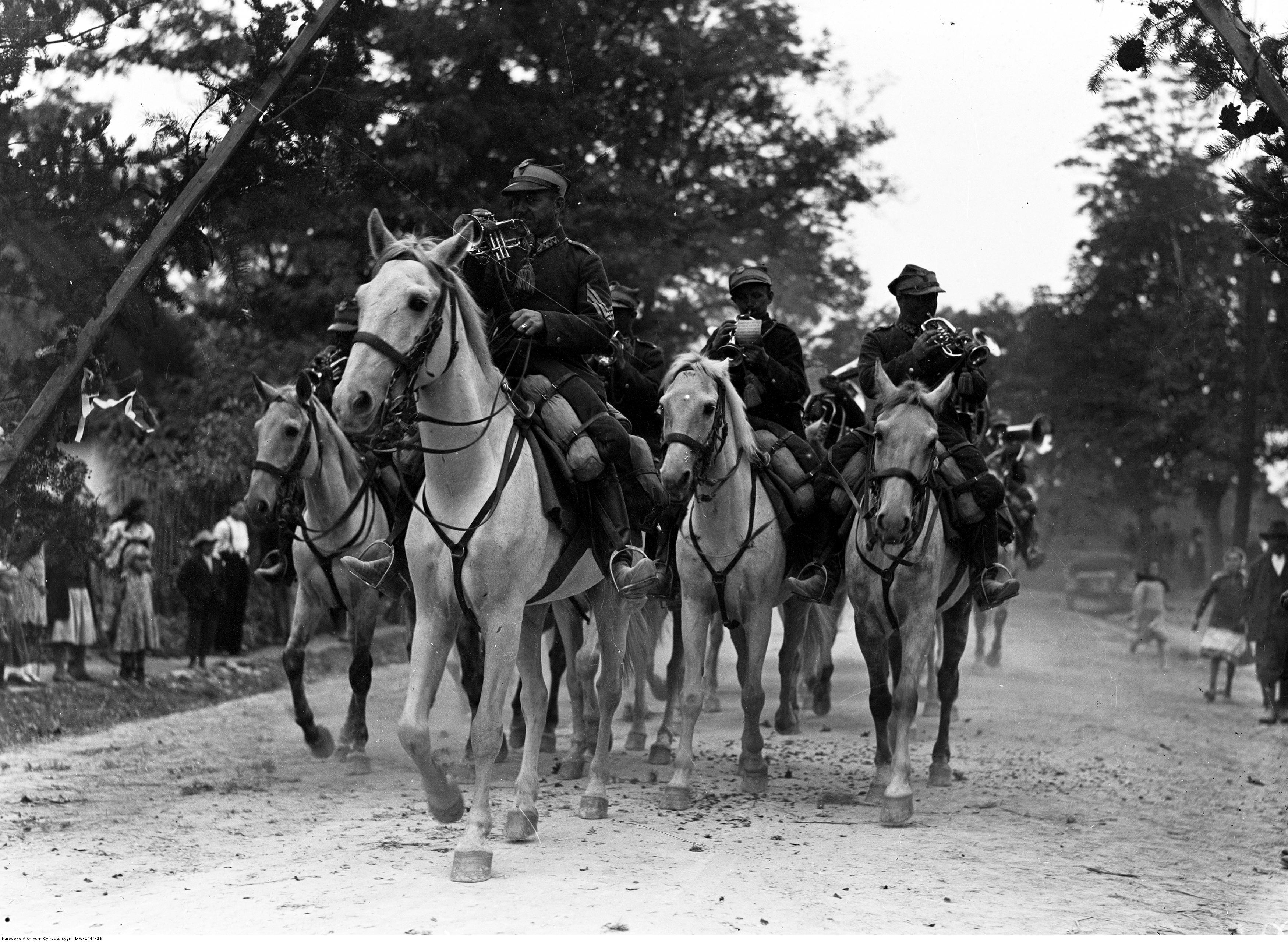
Pluton trębaczy 3 puł.

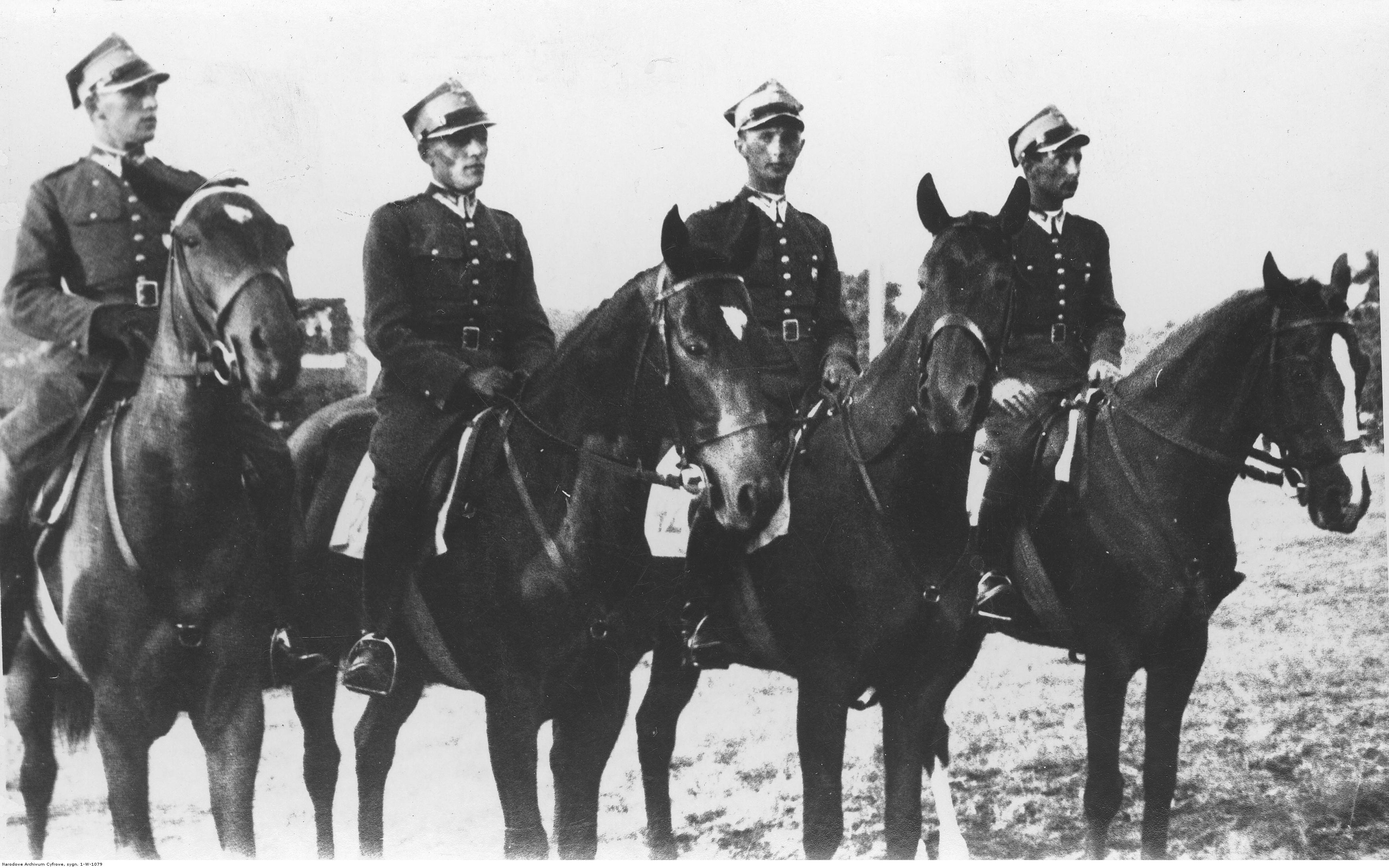
Zawody jeździeckie o mistrzostwo armii w Warszawie - zwycięska ekipa 3 puł.; sierpień 1939.

16 października 1921 pułk otrzymał sztandar oraz miano „Dzieci Warszawy”. Nazwa ta, przyznana przez Radę Narodową Miasta Stołecznego Warszawy, nie została oficjalnie uznana przez Ministerstwo Spraw Wojskowych.
W tym samym, po wprowadzeniu w życie pokojowej organizacji jazdy, pułk został włączony w skład V Brygady Jazdy.
W czerwcu 1922 pułku uczestniczył w przejmowaniu części Górnego Śląska przyznanego po plebiscycie. W 1922 pułk skierowany został do swego pokojowego garnizonu w Tarnowskich Górach (koszary przy ul. Opolskiej), w którym stacjonował do 1939. W 1924 szwadron zapasowy pułku został dyslokowany z Warszawy do Bochni, w której stacjonował do 1939. W 1926 3 szwadron został przeniesiony do Pszczyny, w której pozostał do sierpnia 1939.
W latach 1924–1937 pułk wchodził w skład 5 Samodzielnej Brygady Kawalerii, a w latach 1937–1939 w skład Krakowskiej Brygady Kawalerii.
27 października 1938 minister spraw wojskowych rozkazem Dep. Dow. Og. 1590-13 P. U. nadał 3 pułkowi ułanów nazwę „3 pułk ułanów śląskich”.
| Pułk w planie mobilizacyjnym „S” | Pułk w planie mobilizacyjnym „S” | Pułk w planie mobilizacyjnym „S” |
| Nazwa pododdziału                | Miejsce mobilizacji              | Termin                           |
| -------------------------------- | -------------------------------- | -------------------------------- |
| dowódca pułku z drużyną          | Tarnowskie Góry                  | alarm                            |
| pluton łączności                 | Tarnowskie Góry                  | alarm                            |
| 1÷4 szwadrony                    | Tarnowskie Góry                  | alarm                            |
| szwadron karabinów maszynowych   | Tarnowskie Góry                  | alarm                            |
| szwadron kawalerii nr 53         | Bochnia                          | 7                                |
| szwadron kawalerii nr 37         | Bochnia                          | 8                                |
| szwadron kawalerii nr 125        | Bochnia                          | 9                                |
| pluton ckm nr 53                 | Bochnia                          | 6                                |
| pluton ckm nr 37                 | Bochnia                          | 9                                |
| pluton ckm nr 125                | Bochnia                          | 8                                |
| dowódca brygady nr 19            | Bochnia                          | 4                                |
| kolumna taborowa nr 563          | Bochnia                          | 6                                |
| kolumna taborowa nr 561          | Bochnia                          | 6                                |
| uzupełnienie do czasu „W”        | Bochnia                          | 5                                |
| PKU Bochnia                      | Bochnia                          | 2                                |
| szwadron marszowy 1/3 puł.       | Bochnia                          | 18                               |
| pluton marszowy nr 1/53          | Bochnia                          | 30                               |
| pluton marszowy nr 1/37          | Bochnia                          | 30                               |
| pluton marszowy nr 1/125         | Bochnia                          | 30                               |
| szwadron zapasowy                | Bochnia                          | alarm-15                         |

| Obsada personalna i struktura organizacyjna w marcu 1939 | Obsada personalna i struktura organizacyjna w marcu 1939 |
| Stanowisko                                               | Stopień, imię i nazwisko                                 |
| -------------------------------------------------------- | -------------------------------------------------------- |
| dowódca pułku                                            | płk Czesław II Chmielewski                               |
| I zastępca dowódcy                                       | ppłk dypl. Jan Bracławski-Herman                         |
| I zastępca dowódcy (dubler)                              | mjr dypl. Mikołaj Iznoskoff                              |
| pomocnik I zastępcy dowódcy                              | mjr kontr. Aleksander Kwitka                             |
| adiutant                                                 | rtm. Bolesław Mysłakowski                                |
| naczelny lekarz medycyny                                 | kpt. dr Jan Maraszek                                     |
| lekarz weterynarii                                       | kpt. Kazimierz Górski                                    |
| komendant rejonu PW Konnego                              | por. Jerzy Grzybowski                                    |
| II zastępca dowódcy (kwatermistrz)                       | mjr Jan Zapolski                                         |
| oficer mobilizacyjny                                     | rtm. Henryk Brunon Wańkowski                             |
| zastępca oficera mobilizacyjnego                         | por. Ryszard Leonard Cieśliński                          |
| oficer administracyjno-materiałowy                       | rtm. Stefan Bałasiński                                   |
| dowódca szwadronu gospodarczego                          | rtm. Bolesław Mysłakowski                                |
| oficer gospodarczy                                       | kpt. int. Adam Przydatek                                 |
| oficer żywnościowy                                       | chor. Brunon Chom                                        |
| dowódca plutonu łączności                                | por. Tadeusz Świerczyński                                |
| dowódca plutonu kolarzy                                  | ppor. Marian Tadeusz Ferdynand Kuziak                    |
| dowódca plutonu ppanc.                                   | por. Stanisław Zdzisław Schweinitz                       |
| dowódca 1 szwadronu                                      | por. Zygmunt Kalikst Skerl                               |
| dowódca plutonu                                          | ppor. Marian Tadeusz Ferdynand Kuziak                    |
| dowódca 2 szwadronu                                      | rtm. Jozef Wolski                                        |
| dowódca plutonu                                          | ppor. Wiesław Marian Franciszek Zaremba                  |
| dowódca 3 szwadronu                                      | rtm. Otton Zygmunt Ejsymont                              |
| dowódca plutonu                                          | ppor. Antoni Hajdamowicz                                 |
| dowódca plutonu                                          | ppor. Maksymilian Lohmann                                |
| dowódca 4 szwadronu                                      | rtm. Henryk Bigoszewski                                  |
| dowódca plutonu                                          | ppor. Ryszard Gużewski                                   |
| dowódca plutonu                                          | ppor. Józef Krzewicki                                    |
| dowódca szwadronu km                                     | por. Karol Kazimierz Kieruczenko vel Kierczyński         |
| dowódca plutonu                                          | ppor. Szczepan Marcin Stańczykiewicz                     |
| dowódca szwadronu zapasowego                             | rtm. Tadeusz Suchorowski                                 |
| zastępca dowódcy                                         | por. Jan Kamiński                                        |
| na kursie                                                | rtm. Witold Ertman                                       |
| na kursie                                                | rtm. Jerzy Adam Rościszewski                             |
| na kursie                                                | por. Marian Antoni Drożeński                             |
| na kursie                                                | por. Wacław Szymanowski                                  |
| na kursie                                                | por. Gustaw Zdrójkowski                                  |
| Szkoła podoficerska ckm Krakowskiej BK                   |                                                          |
| komendant szkoły                                         | rtm. Antoni Starnawski (8 puł)                           |
| instruktor                                               | por. Witold Zygmunt Szychowski (5 psk)                   |

## Działania pułku w kampanii wrześniowej
Pułk wziął udział w kampanii wrześniowej w składzie Krakowskiej Brygady Kawalerii (Armia „Kraków”).
1 września 1939 pułk wzmocniony 3 batalionem Obrony Narodowej „Tarnowskie Góry” zajmował pozycje osłonowe na północ od Tarnowskich Gór na linii Kalety – Koszęcin. Natomiast 3 szwadron 3 pułku ułanów, 1 września 1939 brał udział w walkach pod Bożą Górą współtworząc Oddział Wydzielony Wodzisław.
W dniach 1–2 września pułk prowadził ciężkie walki z oddziałami niemieckiej 2 Dywizji Lekkiej. 3 września, w związku z ogólnym położeniem całej Armii „Kraków”, rozpoczął odwrót w kierunku Pińczowa. 6 września pułk zajął pozycje obronne między Pińczowem a Buskiem, a następnego dnia w rejonie miejscowości Chotel Czerwony osłaniał kierunek Wiślicy. 8 września przekroczył Wisłę i podjął marsz w kierunku Baranowa, gdzie zajmuje pozycję broniąc przeprawy na Wiśle. Następnie wszedł w skład Grupy Operacyjnej gen. Sadowskiego i 12 września ubezpieczał ją w rejonie Tarnobrzega. 16 września pułk wziął udział w walkach o Tarnogród i nad rzeką Tanwią, a także w próbie opanowania Tarnawatki. 19 września pułk został rozbity w rejonie miejscowości Rogoźno, a jego dowódca został ranny. 20 września resztki pułku wraz z całą Krakowską Brygadą Kawalerii skapitulowały w lesie koło miejscowości Ulów.
| Struktura organizacyjna i obsada personalna we wrześniu 1939 | Struktura organizacyjna i obsada personalna we wrześniu 1939 | Struktura organizacyjna i obsada personalna we wrześniu 1939 |
| stanowisko etatowe                                           | stopień, imię i nazwisko                                     | uwagi                                                        |
| ------------------------------------------------------------ | ------------------------------------------------------------ | ------------------------------------------------------------ |
| dowódca pułku                                                | płk kaw. Czesław Chmielewski                                 |                                                              |
| zastępca dowódcy pułku                                       | mjr kaw. Jan Zapolski                                        |                                                              |
| kwatermistrz                                                 | rtm. Stefan Sołtysik                                         |                                                              |
| adiutant                                                     | rtm. Bolesław Mysłakowski                                    |                                                              |
| lekarz                                                       | ppor. lek. Tadeusz Miklaszewski                              |                                                              |
| lekarz weterynarii                                           | ppor. lek. wet. Bronisław Godlewicz                          |                                                              |
| kapelan                                                      | ks. kpl. rez. Jerzy Wrazidło                                 | †1940 Charków                                                |
| dowódca plutonu łączności                                    | por. kaw. Tadeusz Świerczyński                               |                                                              |
| dowódca 1 szwadronu                                          | por. kaw. Zygmunt Skrel                                      | †19 IX 1939 z ran                                            |
| dowódca plutonu                                              | ppor. kaw. Zbigniew Cienciała                                | †2 IX 1939 Woźniki                                           |
| dowódca 2 szwadronu                                          | por. kaw. Jerzy Grzybowski                                   |                                                              |
| dowódca plutonu                                              | ppor. kaw. Wiesław Zaremba                                   | †2 IX 1939 Woźniki                                           |
| dowódca 3 szwadronu                                          | rtm. Otton Zygmunt Eysymont                                  |                                                              |
| dowódca plutonu                                              | ppor. kaw. Józef Krzewicki                                   |                                                              |
| dowódca 4 szwadronu                                          | rtm. Henryk Bigoszewski                                      |                                                              |
| dowódca I plutonu                                            | ppor. Ryszard Gużewski                                       | 2 IX 1939 ranny, †1940 Katyń                                 |
| dowódca plutonu                                              | ppor. rez. Izydor Wacław Korzeczyński vel Korzec             | niemiecka niewola                                            |
| dowódca II plutonu                                           | pchor. / ppor. Jerzy Respondek                               |                                                              |
| dowódca III plutonu                                          | st. wachm. Ignacy Barczak                                    |                                                              |
| dowódca plutonu                                              | ppor. rez. Jan Jasiński                                      |                                                              |
| wachmistrz szef                                              | wachm. Władysław Kos                                         |                                                              |
| dowódca szwadronu ckm                                        | por. kaw. Kazimierz Kierczyński                              |                                                              |
| dowódca plutonu                                              | ppor. Szczepan Marcin Stańczykiewicz                         | †7 IV 1944                                                   |
| dowódca plutonu                                              | ppor. Ludwik Dietel                                          |                                                              |
| dowódca plutonu                                              | ppor. Stanisław Chrzanowski                                  |                                                              |
| dowódca 3 szwadronu marszowego                               | por. kaw. Jan Kamiński                                       |                                                              |

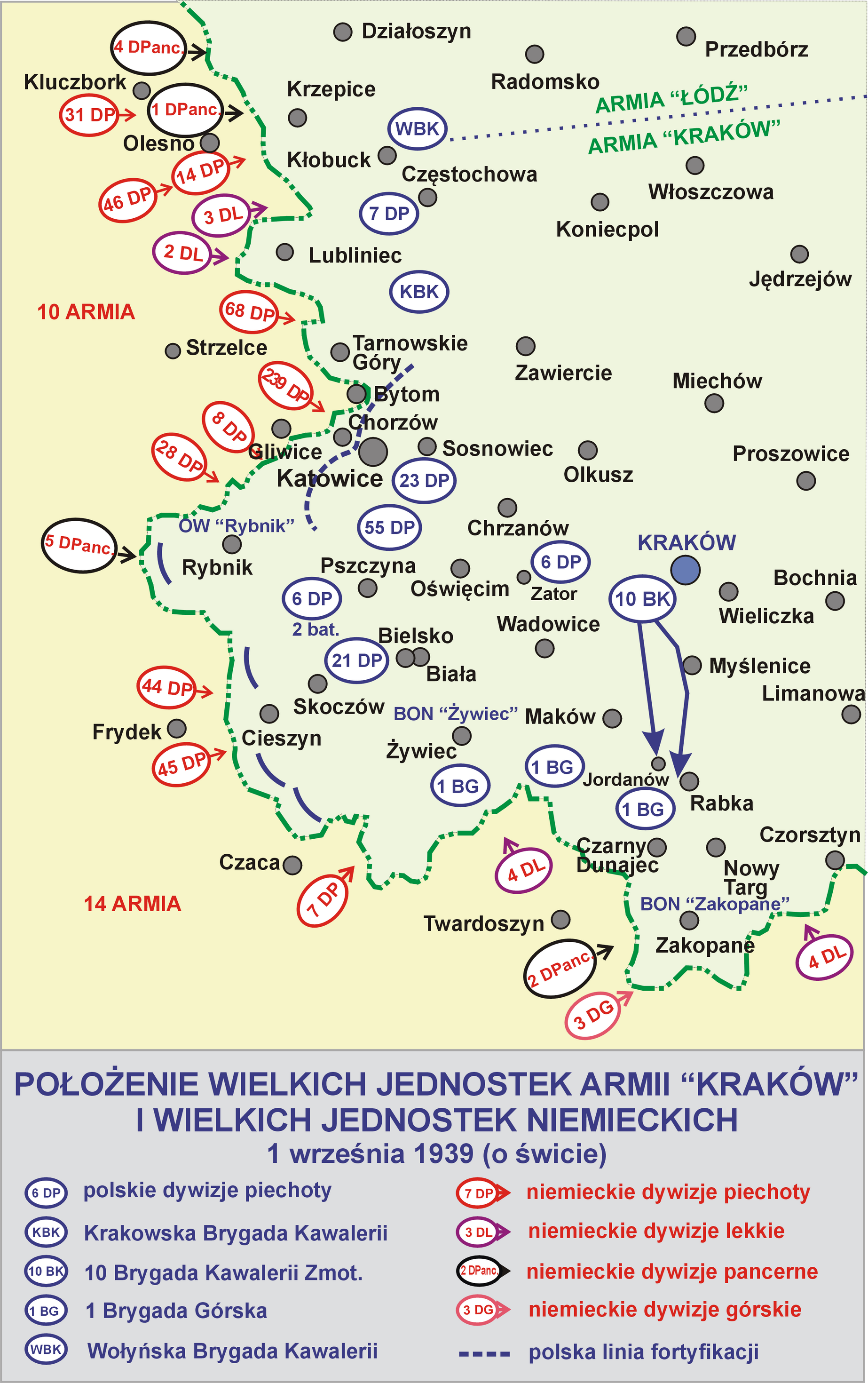
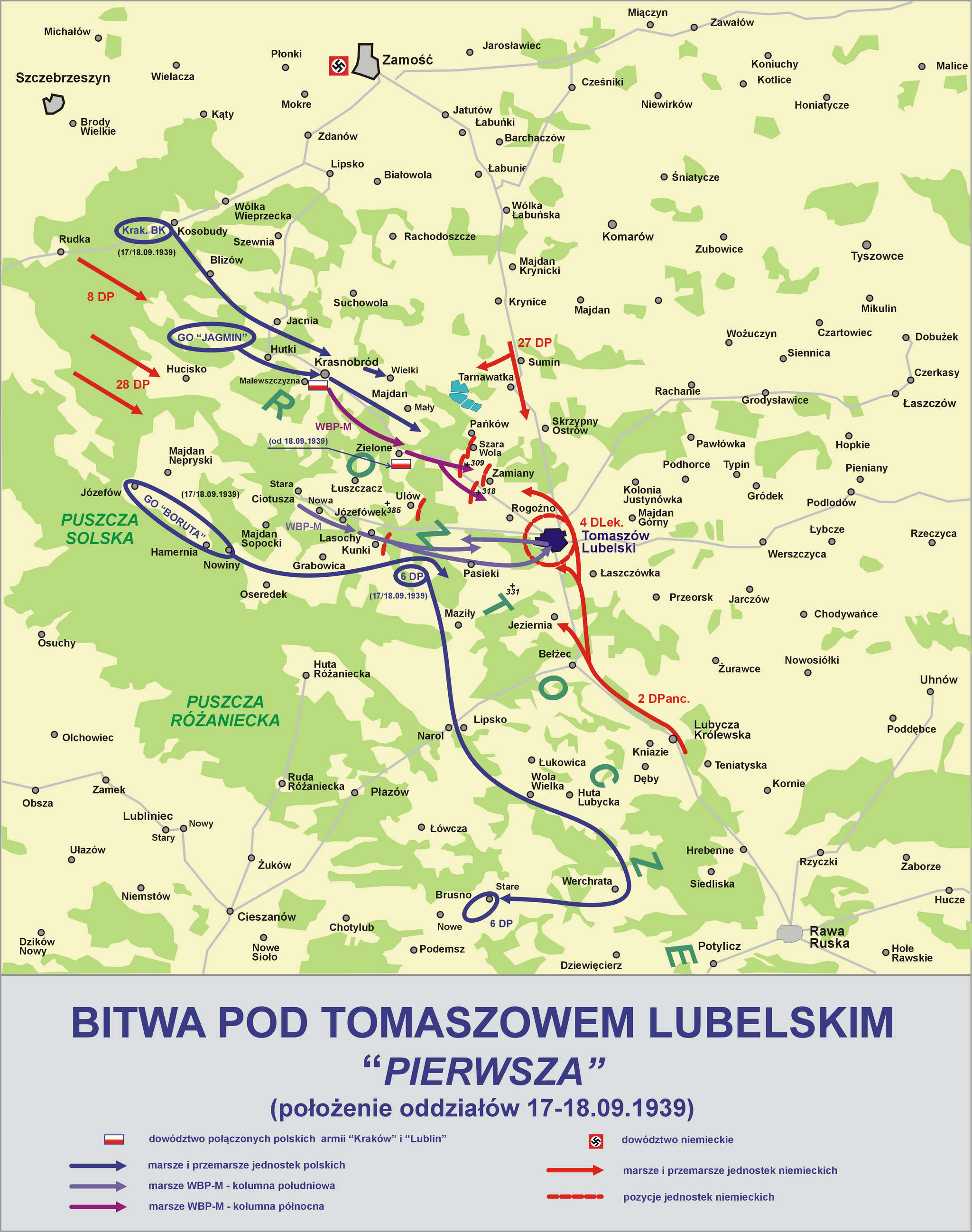

### Kawalerowie Virtuti Militari
Żołnierze pułku odznaczeni Krzyżem Złotym Orderu Virtuti Militari za kampanię wrześniową 1939
1. płk kaw. Czesław Chmielewski
2. mjr kaw. Jan Zapolski

Żołnierze pułku odznaczeni Krzyżem Srebrnym Orderu Virtuti Militari za kampanię wrześniową 1939

1. rtm. Henryk Bigoszewski
2. rtm. Otton Zygmunt Eysymont
3. rtm. Bolesław Mysłakowski
4. rtm. Stefan Sołtysik
5. por. kaw. Jan Kamiński
6. por. kaw. Kazimierz Kierczyński
7. ppor. kaw. Hieronim Prauziński
8. por. kaw. Stanisław Schweinitz-Drelinkiewicz
9. ś.p. por. kaw. Zygmunt Skrel
10. por. kaw. Tadeusz Świerczyński
11. ś.p. ppor. kaw. Zbigniew Cienciała
12. ppor. kaw. Józef Krzewicki
13. ppor. kaw. Marian Kuziak
14. ś.p. ppor. kaw. Wiesław Zaremba
15. chor. Ignacy Barczak
16. chor. Brunon Choma
17. chor. Franciszek Kosiński
18. chor. Michał Zając
19. chor. Jan Zięba
20. st. wachm. Ignacy Milewski
21. kpr. Edward Nowicki
22. wachm. pchor. Bohdan Kurnatowski

## 3 Pułk Ułanów Śląskich w Armii Krajowej
Pułk odtworzony został w 1944, w konspiracji, w ramach Armii Krajowej, w rejonie Miechowa i Częstochowy, jako dywizjon w składzie 106 Dywizji Piechoty AK. Rozwiązanie pułku nastąpiło 19 stycznia 1945 w związku z rozkazem o rozwiązaniu Armii Krajowej. Nie są znane działania bojowe jednostki. Dowódcą oddziału był por. / mjr K. Skierczyński ps. „Kruk”.
- dywizjon 3 pułku Ułanów Śląskich kryp. „Kwiaciarnia”
- 1 szwadron kryp. „Tulipan”
- 2 szwadron kryp. „Malwa”
- 3 szwadron kryp. „Petunia”

## 3 pułk ułanów w Polskich Siłach Zbrojnych
Kolejne odtworzenie 3 pułku Ułanów Śląskich miało miejsce w Bazie 2 Korpusu Polskiego we Włoszech. W dniu 25 lipca  1944 dowódca 2 Korpusu Polskiego gen. dyw. Władysław Anders wydał rozkaz L.dz. 1448/401/AG/Tj. utworzenia pułku ułanów, jako baonu szturmowego przy 2 Brygadzie Pancernej.
Na mocy rozkazu organizacyjnego z 3 grudnia 1944 ogłoszonego 12 grudnia ustalono, że 3 Pułk Ułanów dotychczas organizowany i szkolony jako zmotoryzowany będzie organizowany jako pancerny i wejdzie w skład 3 Wielkopolskiej Brygady Pancernej.
Pułk nie wziął udziału w działaniach bojowych. 21 czerwca 1946 pułk wraz z 14 Wielkopolską Brygadą Pancerną został przetransportowany do Wielkiej Brytanii.     
We wrześniu 1948 pułk został rozformowany.

## Symbole pułkowe

### Sztandar
Pułk posiadał dwa sztandary. Pierwszy został ofiarowany przez Polonię amerykańską i znajduje się w Muzeum Wojska Polskiego w Warszawie. Drugi sztandar, ufundowany przez mieszkańców Warszawy, został wręczony 16 października 1921 przez Józefa Piłsudskiego. Losy tego sztandaru, który uczestniczył w walkach pułku w 1939 nie są znane.

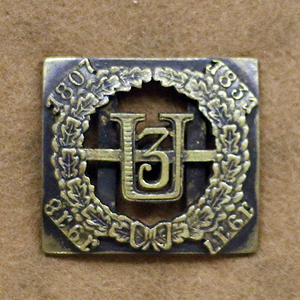
Odznaka pamiątkowa pułku

### Odznaka pamiątkowa
30 stycznia 1923 Minister Spraw Wojskowych, gen. dyw. Kazimierz Sosnkowski zezwolił na noszenie na mundurze zatwierdzonej przez niego odznaki pamiątkowej 3 puł.
Odznaka o wymiarach 33x30 mm ma kształt regularnego prostokąta z nałożonym wieńcem dębowym. Pośrodku na listewce ażurowa litera „U” i numer pułku „3”. W narożnikach prostokąta wpisano daty „1807", „1831”, „1917" i „1918”. Odznaka wieloczęściowa – ażurowa, wykonana w tombaku srebrzonym. Autorem projektu odznaki był dowódca pułku, pułkownik Cyprian Bystram, a wykonawcą Mojżesz Nelken i Rubin Krajkemann z Warszawy.

### Święto pułkowe
Datę święta pułkowego zmieniano trzykrotnie. Po raz ostatni w 1938.
- 16 października w rocznicę wręczenia sztandaru i nadania nieoficjalnej nazwy wyróżniającej w 1921 (w tym dniu święto obchodzono w latach 1922–1927)
- 23 września w rocznicę zdobycia mostu na Niemnie pod Druskiennikami w 1920 (w tym dniu święto obchodzono w latach 1928-1937)
- 14 czerwca w rocznicę nocnego wypadu i zdobycia miasteczka Łokiszyn vel Łohiszyn w 1919.

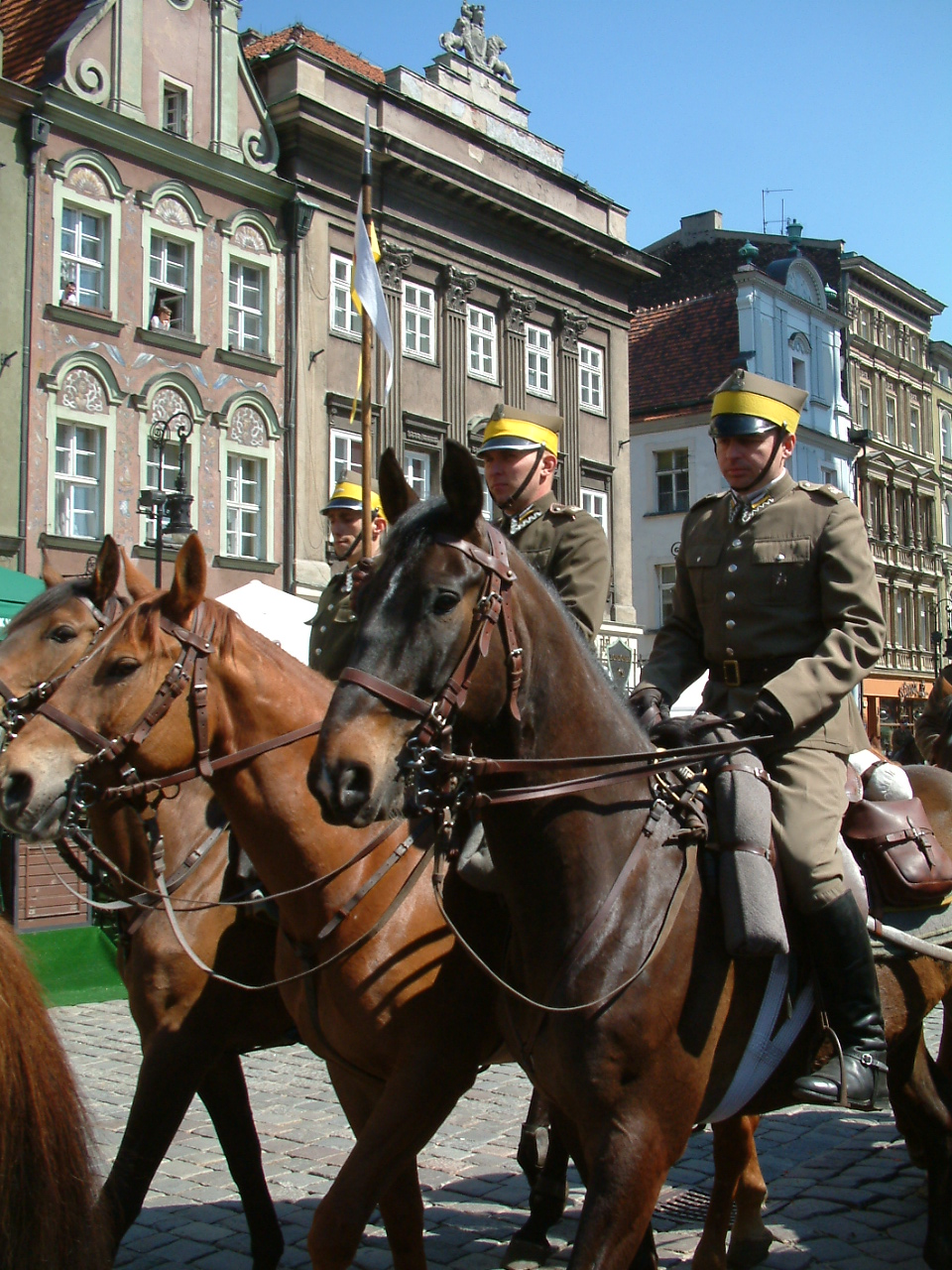
Grupa rekonstrukcyjna 3 Pułku Ułanów Śląskich

### Barwy
| Proporczyk | Opis                                                   |
| ---------- | ------------------------------------------------------ |
|            | Proporczyk żółto-biały                                 |
|            | proporczyk dowództwa w 1939                            |
|            | proporczyk 1 szwadronu w 1939                          |
|            | proporczyk 2 szwadronu w 1939                          |
|            | proporczyk 3 szwadronu w 1939                          |
|            | proporczyk 4 szwadronu w 1939                          |
|            | proporczyk 5 szwadronu ckm w 1939                      |
|            | proporczyk plutonu łączności w 1939                    |
| Inne       | Opis                                                   |
|            | na czapce rogatywce – otok żółty                       |
|            | szasery ciemnogranatowe, lampasy żółte, wypustka żółta |
|            | „Łapka” (do 1921) – karmazynowa                        |

### Żurawiejki
| Za pogrzebem szarżą leci, to ułanów jest pułk „Trzeci”.                    | Śpi spokojnie każda mama, gdy ma syna u Bystrama.   |
| Dupa w siodle, czoło w chmurach, to jest pułk w Tarnowskich Górach.        | Z adiutantów i malarzy, „Trzeci” pułk karawaniarzy. |
| Po każdej zwrotce: Lance do boju, szable w dłoń, bolszewika goń, goń, goń! |                                                     |

## Śląscy ułani

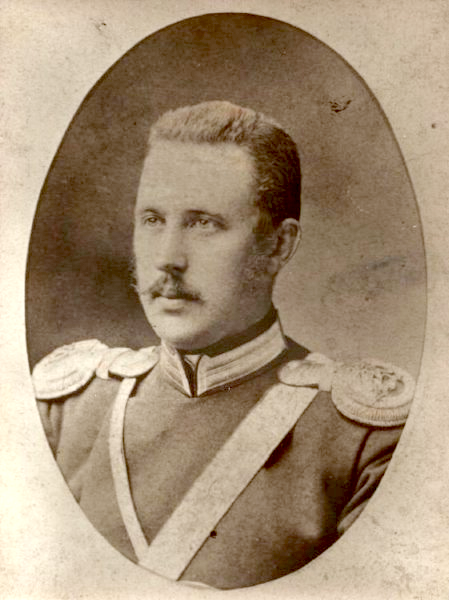
gen. Zygmunt Łempicki w mundurze rosyjskim, pierwszy dowódca 3 pułku Ułanów Śląskich

### Dowódcy i zastępcy dowódcy pułku
| Stopień, imię i nazwisko              | Okres pełnienia służby   | Kolejne stanowisko                  |
| Dowódcy pułku                         | Dowódcy pułku            | Dowódcy pułku                       |
| ------------------------------------- | ------------------------ | ----------------------------------- |
| płk kaw. Zygmunt Łempicki             | 14 XI 1917 – 12 II 1918  |                                     |
| rtm. Stefan Strzemieński              | 12 II – 3 VII 1918       |                                     |
| płk kaw. Stefan Strzemieński          | 13 X 1918 – 16 VII 1920  |                                     |
| płk kaw. Cyprian Bystram              | 17 VII 1920 – 1928       |                                     |
| mjr kaw. Czesław Kozierowski          | p.o. VIII – X 1920       |                                     |
| płk kaw. Kazimierz Żelisławski        | I 1928 – III 1937        |                                     |
| płk kaw. Czesław Chmielewski          | III 1937 – IX 1939       |                                     |
| Zastępcy dowódcy pułku                |                          |                                     |
| mjr kaw. Jan Reliszko                 | 1919 – III 1921          |                                     |
| ppłk kaw. Stanisław Laudański         | 15 V 1925 – 11 III 1926  | Dep. X Przemysłu Wojennego MSWojsk. |
| mjr kaw. Adam Bogoria-Zakrzewski      | p.o. 11 III 1926         |                                     |
| ppłk kaw. Tadeusz Seeliger-Reklewski  | do 27 IV 1929            | zastępca dowódcy 3 psk              |
| ppłk dypl. kaw. Karol Bokalski        | 27 IV 1929 – 23 III 1932 | zastępca szefa Dep. Kaw. M.S.Wojsk. |
| mjr kaw. Adolf Bucholc                | 23 III 1932 – 7 VI 1934  | rejonowy inspektor koni Kalisz      |
| mjr dypl. kaw. Stanisław II Krogulski | od III 1934              |                                     |
| ppłk dypl. kaw. Jan Bracławski-Herman | 1939                     |                                     |
| mjr kaw. Jan Zapolski                 | IX 1939                  |                                     |

### Żołnierze 3 pułku ułanów - ofiary zbrodni katyńskiej
Biogramy ofiar zbrodni katyńskiej znajdują się między innymi w bazach udostępnionych przez Ministerstwo Kultury i Dziedzictwa Narodowego oraz Muzeum Katyńskie.
| Nazwisko i imię    | stopień                | zawód              | miejsce pracy przed mobilizacją | zamordowany |
| ------------------ | ---------------------- | ------------------ | ------------------------------- | ----------- |
| Cienciała Jerzy    | podporucznik rezerwy   | prawnik, mgr       | Bank GK w Stanisławowie         | Charków     |
| Dela Stanisław     | podporucznik rezerwy   | inżynier rolnik    | dobra Czartoryskich w Sieniawie | Charków     |
| Gużewski Ryszard   | podporucznik           |                    |                                 | Katyń       |
| Jamro Mieczysław   | podporucznik rezerwy   | lekarz weterynarii | praktyka w Hajnówce             | Katyń       |
| Murek Jan          | podporucznik rezerwy   | lekarz weterynarii |                                 | Charków     |
| Przydatek Adam     | porucznik              | żołnierz zawodowy  |                                 | Katyń       |
| Szczucki Stanisław | rotmistrz w st/ sp.    | żołnierz zawodowy  |                                 | Katyń       |
| Waliński Jan       | podporucznik rezerwy   |                    |                                 | Charków     |
| Wrazidło Jerzy     | rotmistrz kapelan rez. | ksiądz             |                                 | Charków     |

## Upamiętnienie
Na mocy uchwały nr XIX/97/87 Miejskiej Rady Narodowej w Tarnowskich Górach z dnia 22 czerwca 1987 w sprawie nadania nazw ulicom w Tarnowskich Górach jednej z ulic dzielnicy Śródmieście-Centrum nadano nazwę „Ulica 3-go Pułku Ułanów”.
W kwietniu 2007 Publiczne Gimnazjum Nr 4 w Tarnowskich Górach (od 2017 Szkoła Podstawowa nr 8) otrzymało imię 3 Pułku Ułanów Śląskich.